# Leiopsammodius globatus
Leiopsammodius globatus är en skalbaggsart som beskrevs av Rudolph Petrovitz 1972. Leiopsammodius globatus ingår i släktet Leiopsammodius och familjen Aphodiidae. Inga underarter finns listade i Catalogue of Life.